# Helena Deland
Helena Deland je kanadská zpěvačka. Pochází z Québecu, ale žije v Montréalu. V srpnu roku 2016 vydala EP nazvané Drawing Room. Na albu se podílel Jesse Mac Cormack. V září 2016 vystoupila jako předskokan velšského hudebníka Johna Calea na festivalu Pop Montréal. Roku 2018 vydala EP From the Series of Songs “Altogether Unaccompanied” Vol. III & IV.

## Diskografie
- Someone New (2020)